# Cristo Jesús Romero Gómez
Cristo Jesús Romero Gómez (Algeciras, Cádiz, 30 de abril de 2000), más conocido como Cristo Romero, es un futbolista español que juega en la demarcación de defensa para el Real Murcia C. F. de la Primera Federación.

## Trayectoria
Nacido en Algeciras, provincia de Cádiz, llegó a la cantera malacitana en categoría infantil en el curso 2012-2013 procedente de la A. D. Taraguilla. Desde entonces, fue quemando etapas durante todas las categorías inferiores del Málaga C. F.
Durante la temporada 2019-20 formó parte del Atlético Malagueño e hizo su debut absoluto con el filial el 25 de agosto de 2019, en una victoria por cuatro goles a cero en la Tercera División frente al Alhaurín de la Torre C. F.
El 12 de octubre de 2019 hizo su debut con el primer equipo del Málaga C. F. en la Segunda División, en un encuentro que acabaría con derrota por 1-2 ante el Cádiz C. F. Durante la temporada 2019-20 jugó cuatro encuentro más. El 17 de agosto de 2020 amplió su contrato hasta el 30 de junio de 2023. Tras realizar la pretemporada con el primer equipo, durante la temporada 2020-21 siguió contando para el técnico Sergio Pellicer con el dorsal número 33 a la espalda y jugó durante más partidos en la división de plata del fútbol español.
El 8 de agosto de 2021 fue cedido con opción de compra a la Real Sociedad "B" durante una temporada. Debutó con el primer equipo en septiembre, en el primer partido de la fase de grupos de la Liga Europa de la UEFA ante el PSV Eindhoven en el Philips Stadion en sustitución de Adnan Januzaj. También tuvo la oportunidad de estrenarse en Primera División.
El conjunto txuri urdin no lo adquirió en propiedad, por lo que el 25 de julio de 2022 el Málaga C. F. lo traspasó al C. F. Intercity para que compitiera en la Primera Federación. En esa categoría jugó 59 partidos y, tras haber quedado libre, en julio de 2024 fichó por el Villarreal C. F. "B". Allí permaneció una única campaña antes de unirse al Real Murcia C. F.

## Clubes
| Club                       | País   | Año       | Partidos | Goles |
| -------------------------- | ------ | --------- | -------- | ----- |
| Atlético Malagueño         | España | 2019-2020 | 11       | 0     |
| Málaga C. F.               | España | 2020-2022 | 23       | 0     |
| Real Sociedad "B" (cedido) | España | 2021-2022 | 16       | 0     |
| Real Sociedad (cedido)     | España | 2021-2022 | 2        | 0     |
| C. F. Intercity            | España | 2022-2024 | 62       | 2     |
| Villarreal C. F. "B"       | España | 2024-2025 | 28       | 0     |
| Real Murcia C. F.          | España | 2025-     |          |       |